# Ліпениці (Поморське воєводство)
Ліпениці (пол. Lipienice) — село в Польщі, у гміні Хойниці Хойницького повіту Поморського воєводства.
У 1975-1998 роках село належало до Бидгощського воєводства.